# 津島信仰
津島信仰（つしましんこう）とは、愛知県津島市にある津島神社を中心として東海地方を中心に分布する神道の信仰である。
スサノオ・牛頭天王に対する信仰であり、祇園信仰の一種ということになるが、津島信仰独特の信仰も見られ、津島祭がひとつのピークである。

## 概要
名古屋ではスサノオ・牛頭天王は「お天王さま」と呼ばれた。「津島代参講」と呼ばれる講が各地に作られ、講の代表者が津島神社に代参して神札を受け、講の構成員に配布した。時代が下ると、町内に津島神社を勧請して小祠を作るようになり、さらには、各戸の屋上に牛頭天王を勧請して祀る「屋根神様」の信仰が生まれた。
スサノオ・牛頭天王の神紋は木瓜紋であり、また東海地方を拠点とし、津島神社を崇敬していた織田家は木瓜を家紋とし、この二つは容易に結び付けられた。

## 全国の津島神社
津島神社より勧請を受けた神社は、東海地方を中心に日本全国に約3千社ある。その多くはかつては「牛頭天王社」「天王社」を称していたが、明治の神仏分離の際、総本社の津島牛頭天王社（津島天王社）が津島神社に改称したことから、同名の「津島神社」に改称した。

### 総本社
- 津島神社 - 愛知県津島市にある神社。津島信仰の総本社

### 東北地方
山形県
- 津嶋神社 (長井市) - 山形県長井市にある神社。

宮城県
- 津島神社 (登米市) - 宮城県登米市にある神社。

福島県
- 津島神社 (二本松市) - 福島県二本松市針道にある神社。

### 関東地方
埼玉県
- 玉津島神社 - 埼玉県深谷市に鎮座する神社。

東京都
- 津島神社 (渋谷区) -  東京都渋谷区代々木に鎮座する神社。
- 津島神社 (稲城市) - 東京都稲城市にある神社。大麻止乃豆乃天神社の境内社。
- 津島神社 (西東京市) - 東京都西東京市田無にある神社。柳沢津島神社。

神奈川県
- 津島神社 (真鶴町) - 神奈川県足柄下郡真鶴町にある神社。

### 中部地方
新潟県
- 津島神社 (長岡市) - 新潟県長岡市にある神社。

山梨県
- 津島神社 (韮崎市) - 山梨県韮崎市にある神社。
- 津島神社 (道志村) - 山梨県南都留郡道志村上善之木にある神社。

長野県
- 津島神社 (岡谷市) - 長野県岡谷市にある神社。
- 津島神社 (上松町) - 長野県木曽郡上松町小川にある神社
- 津島神社 (宮田村) - 長野県上伊那郡宮田村にある神社。奇祭宮田祇園祭（あばれ神輿）が行われる神社。
- 津島神社 (箕輪町) - 長野県上伊那郡箕輪町中箕輪に鎮座する神社。

静岡県
- 津島神社 (静岡市駿河区) - 静岡県静岡市駿河区馬渕にある神社。
- 津島神社 (静岡市清水区) - 静岡県静岡市清水区興津清見寺町にある神社。
- 八幡津島神社 - 静岡県榛原郡吉田町にある神社。
- 津島神社 (浜松市東区) - 静岡県浜松市中央区中野町にある神社。

岐阜県
- 津島神社 (岐阜市津島町) - 岐阜県岐阜市津島町にある神社。
- 津島神社 (関市) - 岐阜県関市洞戸通元寺にある神社。毎年夏の提灯祭りが有名。
- 津島神社 (各務原市) - 岐阜県各務原市にある神社。
- 津島神社 (可児市) - 岐阜県可児市にある神社。
- 津島神社 (海津市) - 岐阜県海津市にある神社。
- 津島神社 (瑞浪市) - 岐阜県瑞浪市にある神社。
- 津島神社 (下呂市金山町) - 岐阜県下呂市金山町大船渡にある神社。
- 津島神社 (下呂市小坂町小坂町) - 岐阜県下呂市小坂町小坂町にある神社。
- 津島神社 (下呂市小坂町門坂) - 岐阜県下呂市小坂町門坂にある神社。

愛知県
- 津島神社 (名古屋市西区) - 名古屋市西区則武新町にある神社。
- 津島神社 (豊根村) - 愛知県北設楽郡豊根村にある神社。
- 津島神社 (春日井市) - 愛知県春日井市にある神社。
- 津島神社 (小牧市中央) - 愛知県小牧市中央にある神社。
- 津嶋神社 (小牧市二重堀) - 愛知県小牧市二重堀にある神社。
- 津島神社 (愛西市) - 愛知県愛西市にある神社。
- 津島神社 (北名古屋市) - 愛知県北名古屋市にある神社。
- 津島神社 (岩倉市) - 愛知県岩倉市にある神社。
- 津島神社 (清須市) - 愛知県清須市にある神社。
- 津島神社 (常滑市) - 愛知県常滑市にある神社。
- 津島社 (豊山町) - 愛知県西春日井郡豊山町にある神社。
- 津島社 (設楽町) - 愛知県北設楽郡設楽町にある神社。

### 近畿地方
京都府
- 津島神社 (南山城村) - 京都府相楽郡南山城村高尾にある神社。

大阪府
- 津嶋部神社 - 大阪府守口市にある神社。

奈良県
- 津島神社 (田原本町) - 奈良県磯城郡田原本町にある神社。

和歌山県
- 玉津島神社 - 和歌山県和歌山市和歌浦に鎮座する神社。

### 四国地方
香川県
- 津嶋神社 (三豊市) - 香川県三豊市にある神社。